# Джаманов, Садыкбек
Садыкбек Джаманов (кирг. Сыдыкбек Жаманов; 1 мая 1913, Беш-Терек, Нарынская область — 24 июля 1993, Бишкек) — советский киргизский актёр. Народный артист Киргизской ССР (1958).

## Биография
Родился 1 мая 1913 года в селе Беш-Терек, Жумгальский район, Нарынская область, Киргизская ССР, СССР.
Не имел профессионального актёрского образования.
С 1936 года играл в Киргизском театре юного зрителя в городе Фрунзе (сейчас — Бишкек). С 1941 года играл в Киргизском драматическом театре там же. Играл в фольклорно-эпических спектаклях с героическими ролями. Также снимался в кино.
В 1945 году вступил в Коммунистическую партию.
Умер 24 июля 1993 года в Бишкеке.

## Награды
- Почётное звание Народный артист Киргизской ССР (1958)[1].
- Государственная премия имени Токтогула (1986).

## Роли в театре
Киргизский театр юного зрителя:
- Фрондосо («Овечий источник»)
- Сарынжи (о. п. Эшмамбетова)

Киргизский драматический театр:
- Курманбек (о. п. Джантошева)
- Тюльку («Джаныл» Маликова и Куттубаева)
- Каныбек (о. п. Джантошева)
- инженер-геолог Рыскулбек («Песчаное предгорье» Абдумомунова)
- председатель колхоза Актан («Мы не те, что были» Маликова и Куттубаева)
- врач Курман («Курман» Абдумомунова)
- Ляпкин-Тяпкин («Ревизор» Гоголя)
- Макферсона («Русский вопрос» Симонова)
- Аширбай (о. п. Абдумомунова)
- Тельгара («Одно дерево не лес» Таджибаева)
- Капсалан («Кычан» Бейшеналиева)
- Карабек(«Дело Адыла» Маликова)

## Фильмография
| Год  |   | Название         | Роль                     |
| ---- | - | ---------------- | ------------------------ |
| 1955 | ф | Салтанат         | почтальон Шаирбюбю       |
| 1956 | ф | Илья Муромец     | мурза Сартак             |
| 1957 | ф | Моя ошибка       | Муса                     |
| 1958 | ф | Далеко в горах   | Имя персонажа не указано |
| 1959 | ф | Токтогул         | Айдар                    |
| 1963 | ф | Зной             | Джумаш                   |
| 1979 | ф | Ранние журавли   | Джумалы                  |
| 1982 | ф | Тринадцатый внук | Имя персонажа не указано |